# TrickStyle
TrickStyle  est un jeu vidéo de course futuriste sorti en 1999 sur Dreamcast et PC. Le jeu a été développé par Criterion Games et édité par Acclaim Entertainment.

## Développement
TrickStyle est développé au Royaume-Uni par Criterion Studios, et édité par Acclaim Entertainment. Le jeu est dévoilé en février 1999 sous l'appellation provisoire (Project) Velocity, alors qu'il est en développement sur PC et Dreamcast,. Acclaim annonce qu'une conversion Nintendo 64 suivra dès que la version PC sera finalisée, mais cette conversion ne voit jamais le jour. Un portage PlayStation 2 du jeu est dévoilé à la GDC 2000. Le but de ce portage est d'évaluer le potentiel pour une éventuelle suite. Finalement, ce portage est aussi abandonné et le jeu ne connaît aucune suite.